# Dierenpark Hoenderdaell
Dierenpark Hoenderdaell is een dierentuin gelegen tussen Anna Paulowna en Van Ewijcksluis in Noord-Holland. Het landgoed bestaat uit een 64 hectare groot park met woningen, een dierentuin en grote grazers op een landtong tussen het Lage Oude Veer en de provinciale weg 249. Ook hebben Stichting Leeuw en SOS Dolfijn er hun thuisbasis. Van het gebied is 32 hectare opengesteld voor publiek. Oorspronkelijk stond het park bekend onder de naam Landgoed Hoenderdaell.

## Geschiedenis
Onder de naam Landgoed Hoenderdaell werd in 1989 een vergunning aangevraagd voor akker- en/of tuinbouw in combinatie met het fokken en houden van dieren. Het landgoed is in 1992 ontstaan, akkerland werd toen veranderd in een natuurpark waar ook de dierentuin een plaats kreeg. Op het goed zijn daarnaast een aantal villa's gebouwd. De dierentuin opende voor publiek in 2008.
Sinds april 2012 vindt Stichting Leeuw zijn onderkomen op het landgoed. Deze stichting vangt grote katachtigen op die van kermissen of uit oorlogsgebieden komen. In 2018 werd het vogelcomplex Avitorium geopend waar ook ruimte is voor vogeldemonstraties. In 2022 werd het landgoed ook de opvanglocatie voor Stichting SOS Dolfijn.
In 2023 werd de officiële naam veranderd van Landgoed Hoenderdaell in Dierenpark Hoenderdaell om beter de lading te dekken. Ook werd het verblijf voor grote katachtigen, inclusief jaagsimulator, verbeterd.

## Dierentuin

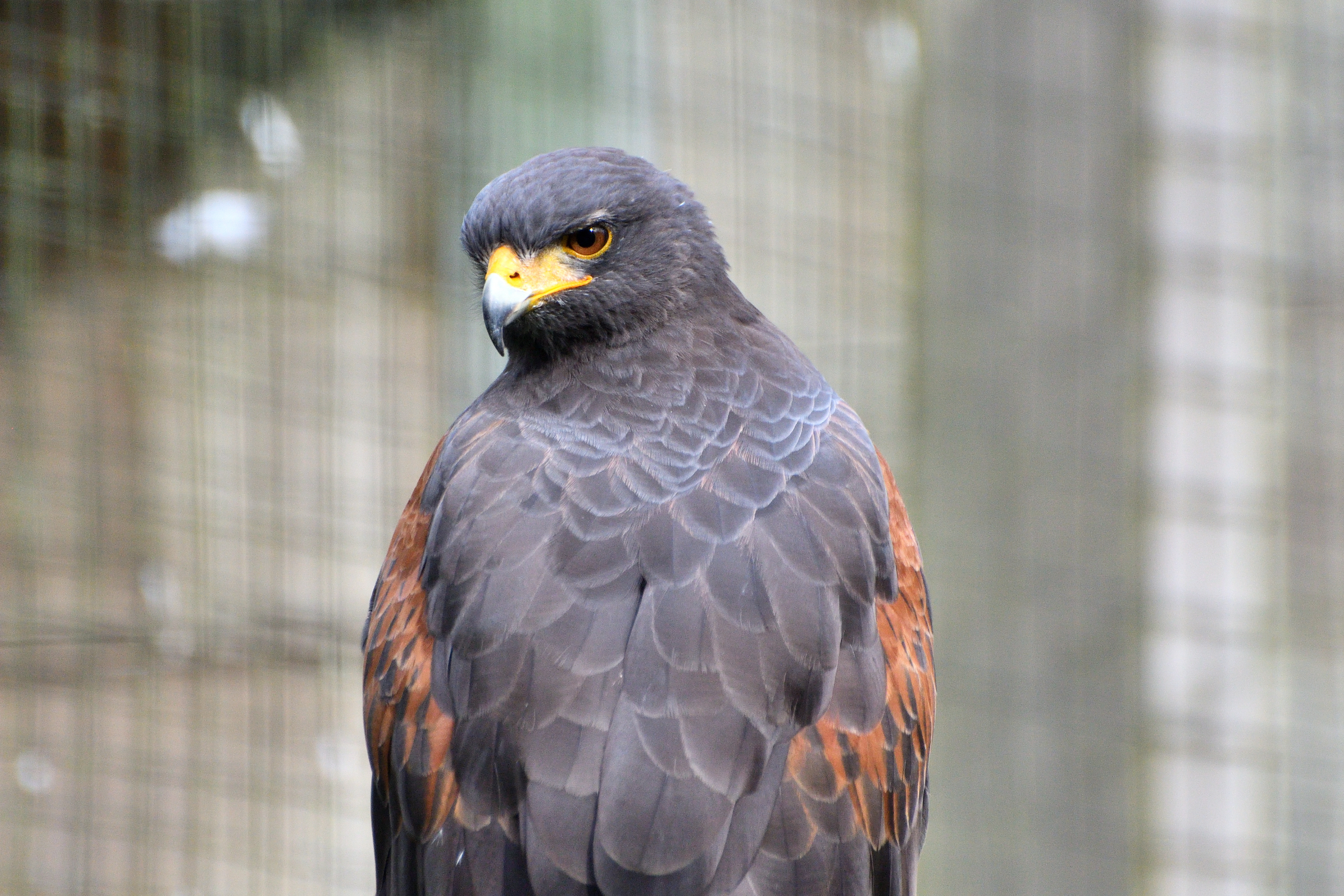
Havik in park Hoenderdaell

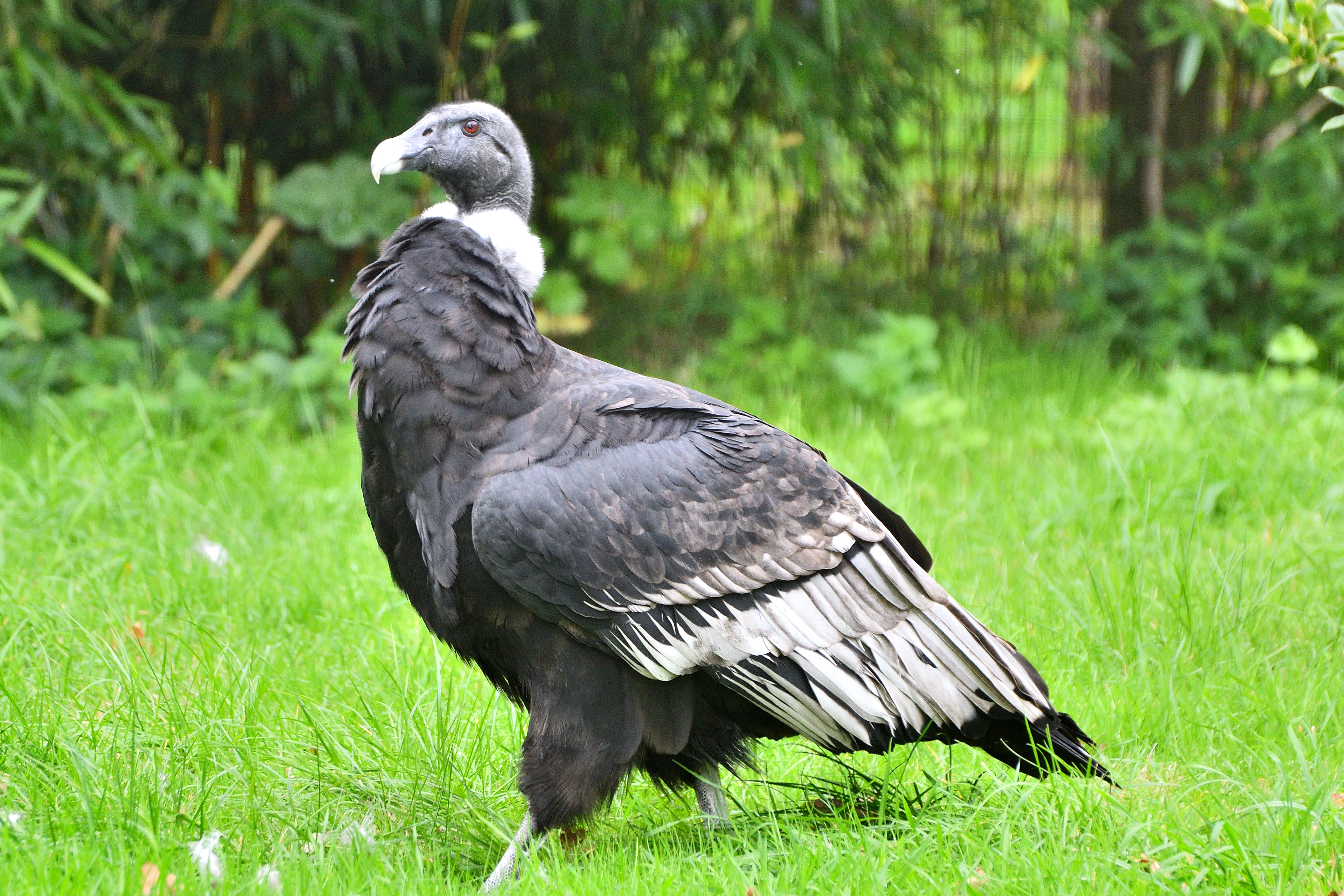
Andescondor in park Hoenderdaell

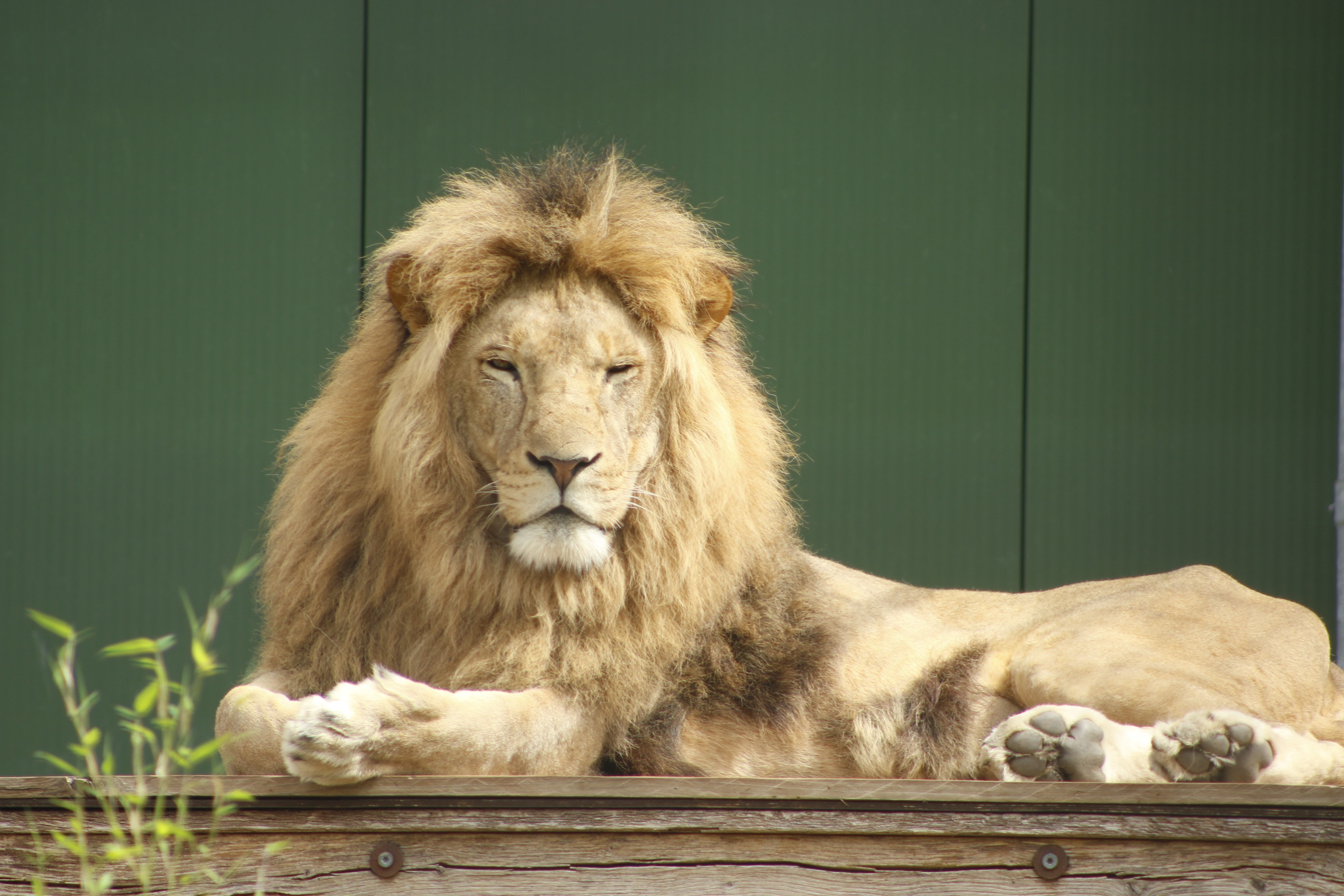
Leeuw in park Hoenderdaell

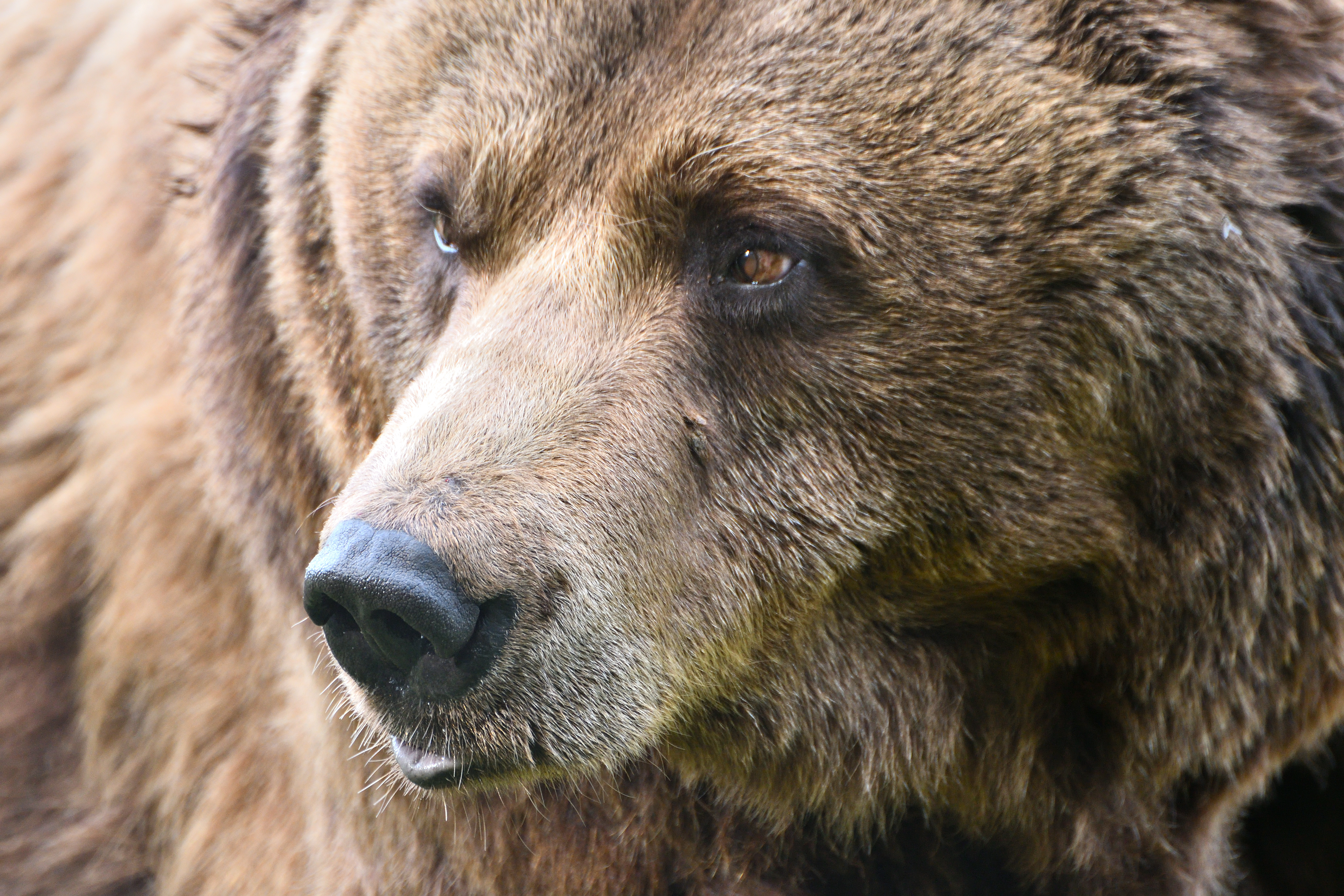
Bruine beer in park Hoenderdaell

In de dierentuin zijn inheemse en exotische diersoorten te vinden. Sommige dieren worden gehouden in verblijven en andere lopen vrij rond in het nabijgelegen park. 
Hieronder is een overzicht van dieren die op Hoenderdaell worden gehouden.

### Reptielen
- Brilkaaiman
- Moerasschildpad
- Sporenschildpad

### Vogels
- Aasgier
- Afrikaanse lepelaar
- Afrikaanse nimmerzat
- Agapornis
- Amerikaanse torenvalk
- Amerikaanse zeearend
- Andescondor
- Argusfazant
- Auerhoen
- Bahamapijlstaart
- Bengaalse oehoe
- Bergeend
- Blauwe pauw
- Blauwgele ara
- Boskalkoen
- Brilduiker
- Bruine oorfazant
- Canadese oehoe
- Carolina-eend
- Chileense flamingo
- Chileense smient
- Diamantduif
- Dolksteekduif
- Driekleurige glansspreeuw

- Eidereend
- Emoe
- Europese oehoe
- Europese kluut
- Europese kraanvogel
- Europese zeearend
- Gele boomeend
- Goudfazant
- Groenvleugelara
- Groenvleugelduif
- Hawaiigans
- Heilige ibis
- Humboldtpinguïn
- Honduraskalkoen
- Japanse kraanvogel
- Japanse nachtegaal
- Jufferkraanvogel
- Kaapse taling
- Kleine zilverreiger
- Kookaburra
- Kroonkraanvogel
- Kuifzaagbek
- Ladyamherstfazant
- Lepelaar

- Mandarijneend
- Nandoe
- Palawanspiegelpauw
- Paradijskraanvogel
- Parelhoenders
- Pelikanen
- Rode Ibis
- Roelroel
- Roodhalsgans
- Roodkuiftoerako
- Ross' gans
- Rotschilds pauwfazant
- Rüppells gier
- Rijstvogel
- Satyr tragopan
- Sneeuwuil
- Steltkluut
- Swinhoe's fazant
- Victoriaanse kroonduif
- Vuurrugfazant
- Witnekkraanvogel
- Witwangtoerako
- Witte oorfazant
- IJsvogel

### Zoogdieren
- Alpaca
- Bengaalse tijger
- Bennettwallaby
- Berberaap
- Bruine beer
- Capibara
- Cavia's
- Chinese muntjak
- Chinchilla
- Doodshoofdaapje
- Drievingerige luiaard
- Edelhert
- Euraziatische lynx
- Europese bruine beer
- Europese wolf

- Gevlekte hyena
- Goudkopleeuwaapje
- Grijpstaartstekelvarken
- Hudsoneekhoorns
- Indische antilope
- Kameel
- Kapucijnapen
- Kleinklauwotter
- Leeuw
- Maleise bonte marter
- Mara
- Noord-Chinese panter
- Perzische panter
- Pinchéaapje
- Poema

- Rendier
- Ringstaartmaki
- Rode neusbeer
- Rode reuzenkangoeroe
- Roodhandtamarin
- Schotse hooglander
- Siberische tijger
- Stokstaartje
- Tayras
- Vos
- West-Afrikaanse dwerggeit
- Zesbandgordeldier
- Zuidelijke boommiereneter
- Zwarte panter
- Zwartoorpenseelaapje